# Karolinsk stil

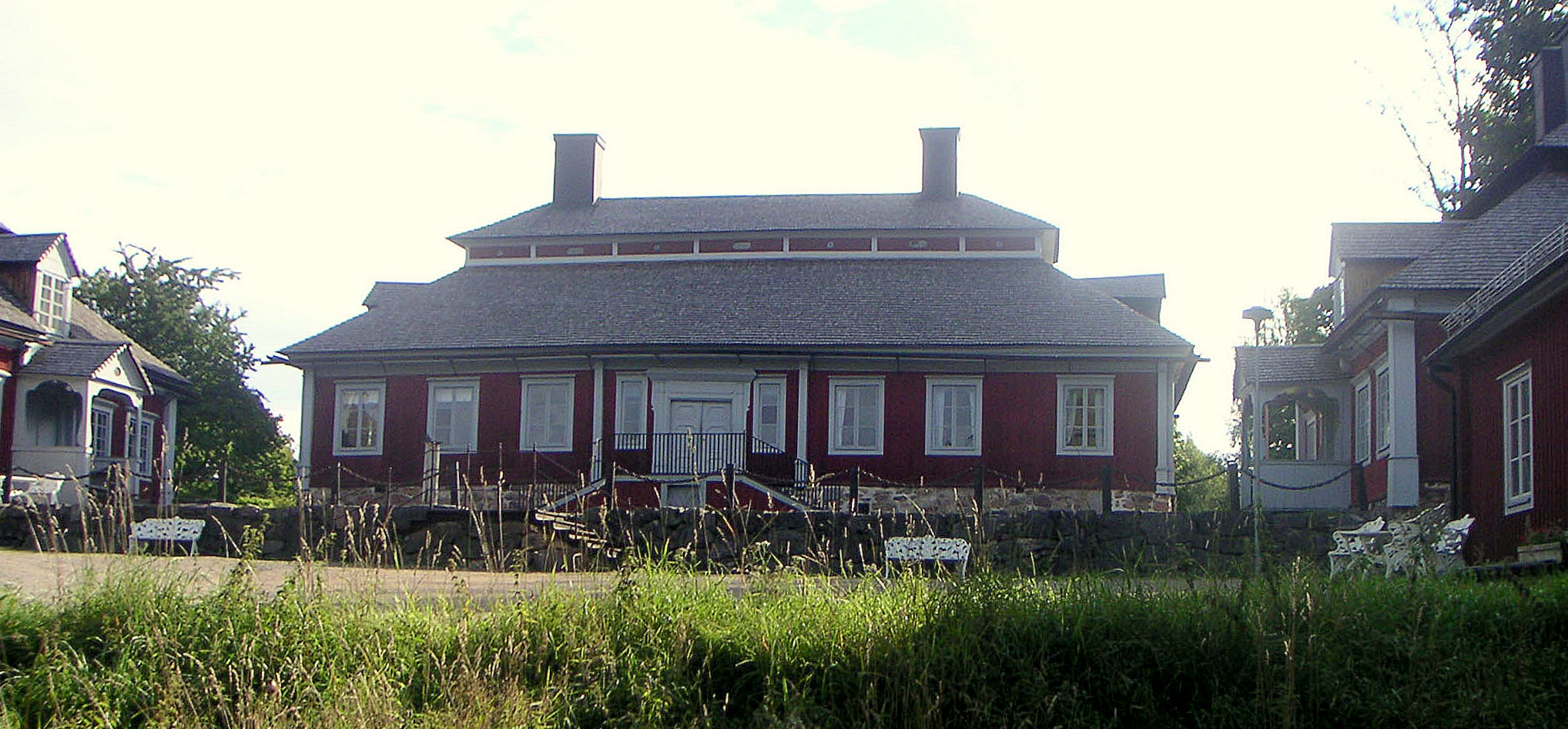
Malingsbo herrgård

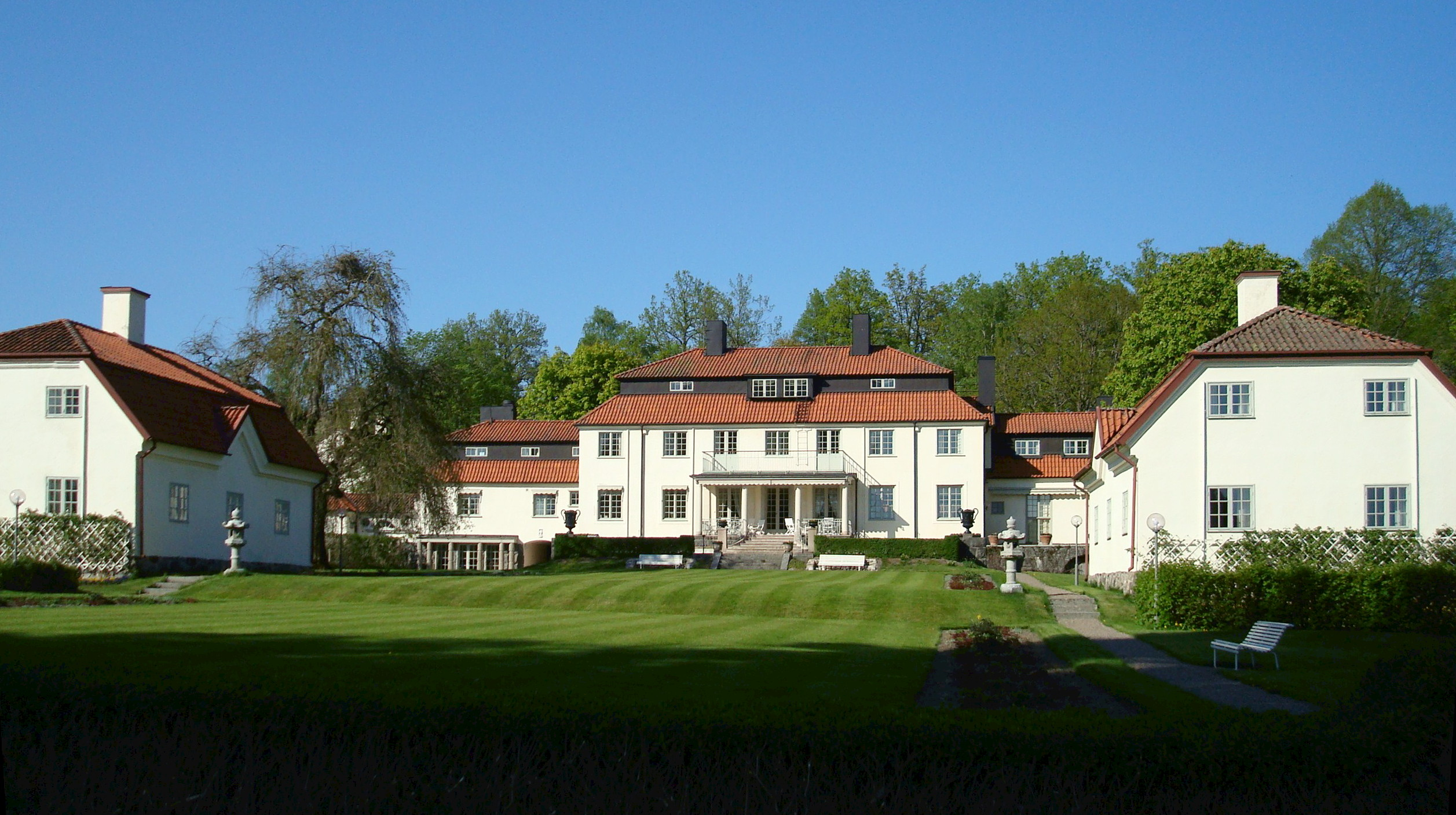
Harpsund

Karolinsk stil är en genre inom svensk arkitektur, men även inom måleri och inredning.
Den karolinska stilen som användes 1654–1718 var samtida med hög- och senbarocken. Många ståtliga slott och herrgårdar byggdes under den här tiden, och som motvikt utvecklades den karolinska arkitekturen som mer harmonierade med svensk natur och klimat. Det förefaller som om stilen levde kvar längre i den östra rikshalvan eftersom ännu år 1742 byggdes det andra rådhuset i Kristinestad enligt stilidealet.
Byggnaderna är karakteristiska med valmat säteritak, fasaderna är strama och pelare användes också, särskilt på större byggnader, vilka också ofta hade en ståtlig gavelfront. Stilen användes även för mindre byggnader. Särskilt kan man se skillnader i storlek om man jämför gamla militärboställen, där översten ståtade med största karolinska byggnaden, medan kaptenen fick hålla sig med en mindre byggnad.
Malingsbo herrgård i Dalarna är ett vackert exempel på en mindre karolinerherrgård. (övre bild)
Falkenerarbostället är ett exempel på en mindre karolinerbyggnad som uppfördes som tjänstebostad åt de kungliga falkenerarna år 1726.
Harpsund i Södermanland används av statsministern och regeringen som rekreationsbostad. Byggnaden är ett praktexempel på en större karolinerbyggnad. Dock byggdes Harpsund om i karolinsk stil i början av 1900-talet. (nedre bild)